# Egílipe
Egílipe (en grec antic Ἀιγίλιψ) era una illa a la mar Jònica, a l'antiga Grècia que Homer menciona al «Catàleg de les naus» a la Ilíada. La qualifica d'escarpada, que per altra banda és la traducció del seu nom, i diu que era una de les possessions d'Odisseu, que va conduir als seus habitants a la guerra de Troia.